# Пуумала, Вели-Матти
Вели-Матти Пуумала (фин.  Veli-Matti Puumala, 18 июля 1965) — финский композитор.

## Биография
Учился в Академии Сибелиуса в Хельсинки (1984—1993), занимался у Франко Донатони в Сиене (1989—1990). C 2005 — профессор Академии Сибелиуса.

## Творчество
Сам композитор причисляет себя к постсериальному модернизму, широко понимая модернизм как линию, идущую от Бетховена к Штокхаузену.

## Признание
Считается крупнейшим отечественным музыкантом поколения, дебютировавшего в 1980-х годах. Ряд его произведений исполнила С.Мялкки (см.: ).

## Произведения
- Duettino для скрипки и гитары (1988)
- Scroscio для камерного ансамбля (1989)
- Graces для двух фортепиано (1989)
- Never Again для камерного хора, на стихи Т.Харди (1990)
- Verso для камерного ансамбля (1990—1991)
- Hart, Kurz — weich, innig, фортепианный квинтет (1991)
- Line to Clash для оркестра (1991—1993)
- Ghirlande для камерного ансамбля (1992)
- Èdera для флейты и фортепиано (1992)
- Tutta via для оркестра (1992—1993)
- Lullaby для струнного оркестра (1994)
- String Quartet (1994)
- Chant Chains для камерного ансамбля (1995)
- Epitaph для виолончели соло (1995)
- Chainsprings для оркестра (1995—1997)
- Chains of Camenae для камерного ансамбля (1996)
- Soira для аккордеона и камерного ансамбля (1996)
- Umstrichen vom Schreienden для 6 виолончелей (1997—1998)
- Caprifoglio (Èdera II) для кларнета и виолончели (1998)
- «…so lose im Raume flattern zu sehen» для флейты, фагота и арфы (1998—2000)
- Taon, концерт для контрабаса и камерного оркестра (1998—2000)
- Korkeat illat, для сопрано и фортепиано (1999)
- Hommages Fugitives, 9 прелюдий для фортепиано (2000—2001)
- Grave, funebre для камерного ансамбля (2001)
- Rajamailla, музыкальная драма для радио (2001, премия «Италия»)
- Grave, funebre II для валторны и струнного оркестра (2002)
- Capriccio для двух скрипок, двух альтов и двух виолончелей (2002)
- Vivat! (Èdera III) для валторны и контрабаса (2003)
- Seeds of Time для фортепиано и оркестра (2004, премия Общества охраны прав композиторов и исполнителей Финляндии, 2005)
- Credenza, струнный квартет (2005)
- Apostrophe для скрипки, струнного трио и перкуссии (2005)